# Acapulco Shore (temporada 7): Carnaval toda la Vida
La séptima temporada de Acapulco Shore, un programa de televisión mexicano con sede en  Acapulco, transmitido por MTV Latinnoamérica. Fue filmada entre el 11 de febrero y el 3 de marzo de 2020 en Mazatlán, Sinaloa. Por primera vez con un eslogan debido a los carnavales de la ciudad donde fue grabada. Fue estrenada el 2 de junio de 2020. La temporada contaría inicialmente con 15 episodios, pero fuen extendida a 17 episodios. Celia Lora vuelve a ser presentada como jefa. Incluye a los nuevos miembros del reparto Fernanda Moreno e Ignacia Michelson, además al elenco recurrente Isabel Castro, José Arana y Ramiro Giménez. Talía Loaiza regresó por segunda vez al programa.
Se estrenó el 5 de junio de 2020 en MTV España.
En el décimo episodio Dania Méndez hizo una salida fuera de cámaras,  más tarde regresó y abandonó el programa. Fernanda Moreno fue expulsada por algunos de sus compañeros de la casa. Esta fue la última temporada en presentar a los miembros originales Luis Caballero, Luis Méndez, Manelyk González, Tadeo Fernández y Talía Loaiza, al igual que a Rocío Sánchez y Xavier Meade. Esto hasta el regreso de Sánchez en la novena temporada y Luis Méndez en la décima temporada.
Arana hizo una aparición el cuarto episodio, sin embargo, se unió al elenco durante el quinto episodio. Isabel Castro y Ramiro Giménez se unieron al programa como los invitados Caballero y Pindter.

## Reparto
Principal
A continuación, los miembros de reparto y su descripción:
- Dania Méndez - "Ni buena, ni mala, chingona para ser exacta".
- Eduardo "Chile" Miranda - "¡Que comience la pesca que ya traigo el arpón!".
- Fernanda "Fer" Moreno - "Ya llegó la licenciada borracha, ¡se aguantan!".
- Ignacia "Nacha" Michelson - "¡Nunca tristes, siempre locos!".
- Jibranne "Jey" Bazán - "¡Ahora si hay pantera para todas!".
- Karime Pindter - "Perrísima, pero me doy mi taco.
- Luis "Potro" Caballero - "Se me está quitando lo guapo, pero lo malacopa jamás!".
- Luis "Jawy" Méndez - "Verbo mata carita, billete mata verbo, pero Casanova, mata todo mami".
- Manelyk "Mane" González - "Las perras con las perras y las pendejas, con las pendejas".
- Manuel Tadeo Fernández - "El diablo sabe mas por viejo, que por diablo compa".
- Talía Loaiza - "Ya regreso su flaquita bonita, y el barrio me respalda".
- Rocío Sánchez - "Aquí se viene a pecar, porque santa, no soy".
- Xavier Meade - "Amiga date cuenta ya llego tu sirena Mazatleca bebé".

Recurrente
A continuación, los miembros del reparto no acreditados como principales:
- Isabel "Isa" Castro.
- José "Pepe" Arana.
- Ramiro Giménez.

### Duración del reparto
| Nombre | Episodios | Episodios | Episodios | Episodios | Episodios | Episodios | Episodios | Episodios | Episodios | Episodios | Episodios | Episodios | Episodios | Episodios | Episodios | Episodios | Episodios |
| Nombre | 1         | 2         | 3         | 4         | 5         | 6         | 7         | 8         | 9         | 10        | 11        | 12        | 13        | 14        | 15        | 16        | 17        |
| Chile  |           |           |           |           |           |           |           |           |           |           |           |           |           |           |           |           |           |
| Dania  |           |           |           |           |           |           |           |           |           |           |           |           |           |           |           |           |           |
| Jawy   |           |           |           |           |           |           |           |           |           |           |           |           |           |           |           |           |           |
| Jey    |           |           |           |           |           |           |           |           |           |           |           |           |           |           |           |           |           |
| Karime |           |           |           |           |           |           |           |           |           |           |           |           |           |           |           |           |           |
| Mane   |           |           |           |           |           |           |           |           |           |           |           |           |           |           |           |           |           |
| Nacha  |           |           |           |           |           |           |           |           |           |           |           |           |           |           |           |           |           |
| Potro  |           |           |           |           |           |           |           |           |           |           |           |           |           |           |           |           |           |
| Rocío  |           |           |           |           |           |           |           |           |           |           |           |           |           |           |           |           |           |
| Tadeo  |           |           |           |           |           |           |           |           |           |           |           |           |           |           |           |           |           |
| Xavier |           |           |           |           |           |           |           |           |           |           |           |           |           |           |           |           |           |
| Fer    |           |           |           |           |           |           |           |           |           |           |           |           |           |           |           |           |           |
| Pepe   |           |           |           |           |           |           |           |           |           |           |           |           |           |           |           |           |           |
| Ramiro |           |           |           |           |           |           |           |           |           |           |           |           |           |           |           |           |           |
| Isa    |           |           |           |           |           |           |           |           |           |           |           |           |           |           |           |           |           |
| Talía  |           |           |           |           |           |           |           |           |           |           |           |           |           |           |           |           |           |
| ------ | --------- | --------- | --------- | --------- | --------- | --------- | --------- | --------- | --------- | --------- | --------- | --------- | --------- | --------- | --------- | --------- | --------- |

## Actuaciones musicales
| Fecha                    | Artista        | Episodio    | Ref.          |
| ------------------------ | -------------- | ----------- | ------------- |
| 28 de julio de 2020      | El Recodo      | Episodio 9  | [ 16 ] [ 17 ] |
| 29 de septiembre de 2020 | Mario Bautista | Episodio 16 | [ 18 ]        |

## Episodios
| N.º (total) | N.º (temp.) | Título                     | Estreno en Latinoamérica |
| ----------- | ----------- | -------------------------- | ------------------------ |
| 79          | 1           | «El Regreso»               | 2 de junio de 2020       |
| 80          | 2           | «Rusa de Cortesía»         | 9 de junio de 2020       |
| 81          | 3           | «Llego la que no aguanta»  | 16 de junio de 2020      |
| 82          | 4           | «La Maldición Pitoflan»    | 23 de junio de 2020      |
| 83          | 5           | «El Perro de la Discordia» | 30 de junio de 2020      |
| 84          | 6           | «A Pedir Perdón»           | 7 de julio de 2020       |
| 85          | 7           | «El Examen»                | 14 de julio de 2020      |
| 86          | 8           | «A Pelear de Nuevo»        | 21 de julio de 2020      |
| 87          | 9           | «El Verga Muerta»          | 28 de julio de 2020      |
| 88          | 10          | «Llegaron las Brujas»      | 4 de agosto de 2020      |
| 89          | 11          | «El Primer Adiós»          | 11 de agosto de 2020     |
| 90          | 12          | «Viva El Carnaval»         | 18 de agosto de 2020     |
| 91          | 13          | «Noche de Brujas»          | 25 de agosto de 2020     |
| 92          | 14          | «Tenemos que Hablar»       | 1 de septiembre de 2020  |
| 93          | 15          | «El Beso de Singapur»      | 8 de septiembre de 2020  |
| 94          | 16          | «La Última Fiesta»         | 22 de septiembre de 2020 |
| 95          | 17          | «El Compromiso»            | 29 de septiembre de 2020 |

## Controversia, censura y violencia de género
La violencia mostrada a lo largo de la temporada fue fuente de críticas debido a un incidente donde un participante masculino agrede a una mujer. por ello MTV decidió censurar gran parte de las escenas en donde los miembros del elenco se encontraran en situaciones de violencia física.
El 2 de junio de 2020 durante el estreno de temporada, en medio de un altercado físico entre Manelyk González y Dania Méndez esta última fue agredida por su coprotagonista Luis Méndez, este en un intento de terminar la confrontación entre su pareja y Dania, posicionó su codo en el rostro de su compañera durante varios segundos. Minutos después en la transmisión del programa derivado Estudio Shore, Luis expresó: "Yo quería separar a Dania de mi novia (Manelyk), ¿y si la separe y le puse el codo?, sí, si lo hice y lo haría una y un millón de veces más", esto provocó una ola de reclamos en las redes sociales, tal escena fue editada en futuras repeticiones. El 4 de junio Luis Méndez publicó en su Instagram un comunicado en donde se disculpa por lo sucedido.
Después de la transmisión del segundo episodio el 9 de junio de 2020, continúa la crítica ahora por censura. MTV Latinoamérica decidió no transmitir una confrontación entre Dania, Ignacia Michelson, Manelyk González y presuntamente Rocío Sánchez . Parte de la escena censurada se pudo ver al cierre del primer episodio como el avance "Próxima semana". La confrontación completa se filtró en abril del 2021.
El 21 de julio durante el octavo episodio, tras una acalorada discusión, Dania arrojó objetos de vidrio a Manelyk, acción que fue considerada "peligrosa" tanto por la producción como los compañeros de casa. Más adelante en una entrevista, Dania reveló que tanto ella como Manelyk recibieron una advertencia por parte de la producción: "Tu la tocas (a Manelyk) y te vas, ella se mete con tus cosas y ella se va".
Tras la salida de Dania el 11 de agosto durante el décimo episodio, una salida fuera de cámara ya que no fue televisada, corrió el rumor de que se había desatado otro altercado. Finalmente en una entrevista para Gerardo Escareño de VayaVayaTV, Dania reveló que Luis Méndez la había empujado, acción que hizo que esta dejara parcialmente el programa antes de abandonar el programa definitivamente durante el undécimo episodio el 18 de agosto de 2020.